# Gotham Knights (videogioco)
Gotham Knights è un videogioco avventura dinamica sviluppato da WB Games Montréal e pubblicato da Warner Bros. Interactive Entertainment, basato sui supereroi DC Comics Tim Drake/Robin, Barbara Gordon/Batgirl, Dick Grayson/Nightwing e Jason Todd/Cappuccio Rosso. Il titolo è uscito il 21 ottobre 2022 per PlayStation 5, Xbox Series X e Series S e Microsoft Windows.

## Trama
Batman cade in un'imboscata nella Batcaverna da parte di Ra's al Ghul e viene ferito a morte. Senza alcuna possibilità di vincere, sigilla se stesso e Ra's nella Batcaverna e avvia il protocollo di autodistruzione, uccidendoli entrambi. La morte di Batman innesca una contingenza "Codice Nero", che riunisce Nightwing, Batgirl, Cappuccio Rosso e Robin. Come atto finale, Batman lascia in eredità una base di riserva chiamata Belfry, situata nella Torre dell'Orologio della Union Station, così come i file di tutte le sue indagini, dicendo ai suoi allievi che Gotham avrà bisogno di loro più che mai una volta che la criminalità noterà che Batman è scomparso. Determinati a portare avanti la volontà di Batman, i quattro eroi si uniscono per formare i Gotham Knights.
Con l'assistenza di Alfred Pennyworth, dopo il funerale a cui ha partecipato lo zio di Bruce, Jacob Kane, i Cavalieri rendono operativo il Belfry e decidono di seguire una delle piste di Batman, uno scienziato di nome Kirk Langstrom. I Cavalieri trovano Langstrom assassinato, così come un disco rigido contenente la sua ricerca segreta. Quando si infiltrano nell'obitorio del GCPD per recuperare la chiave di crittografia del DNA di Langstrom, incontrano Talia al Ghul che incenerisce il corpo di Ra's e avverte i Cavalieri che la Lega delle Ombre farà presto la sua mossa su Gotham. I Cavalieri ricevono quindi un messaggio da Harley Quinn, che ha indagato su un'altra pista per Batman mentre era rinchiusa nel penitenziario di Blackgate. I Cavalieri recuperano le sue scoperte e scoprono le prove di una cospirazione secolare in cui diversi criminali violenti furono rilasciati presto da Blackgate dopo che i testimoni dei loro crimini furono misteriosamente assassinati, con Langstrom che fu l'ultima vittima. I Cavalieri affrontano quindi il Pinguino, sospettando che sia coinvolto nella cospirazione. Il Pinguino racconta loro dell'esistenza della Corte dei Gufi, una società segreta che presumibilmente governa Gotham dall'ombra, e ordina ai Cavalieri di indagare sull'ultra elitario Powers Club.
I Cavalieri si infiltrano nel Club dei Poteri, scoprono che la Corte dei Gufi esiste davvero e riescono a scappare con una vecchia chiave. Rendendosi conto che Batman stava indagando segretamente sulla Corte, i Cavalieri cercano tutte le informazioni possibili, ma riescono solo a scoprire che la Corte sta presumibilmente cercando la Fonte della Giovinezza. I Cavalieri usano la chiave per accedere a una miniera segreta sotto Gotham, dove la Corte ha sintetizzato un composto chiamato Dionesium, una versione annacquata di una fossa di Lazzaro, che usano per creare super soldati non morti chiamati Artigli. Talia rivela che la Lega ha osservato la Corte e si sta preparando a distruggere tutta Gotham solo per eliminarli, e consiglia ai Cavalieri di sconfiggere la Corte prima che la Lega possa mobilitarsi. I Cavalieri si infiltrano a una festa in maschera all'Orchard Hotel organizzata dalla Corte. Mentre apprendono che la madre di Pinguino, Constance Cobblepot, è un membro, i Cavalieri scoprono l'identità del loro leader (che detiene il titolo di Voce della Corte) e sono scioccati nello scoprire che si tratta di Jacob Kane. Kane rivela che sapeva che Bruce era Batman e che è anche a conoscenza delle identità segrete dei Cavalieri, e li avverte di non interferire con i suoi piani. I Cavalieri sono quindi costretti a fuggire quando gli assassini della Lega attaccano la mascherata, massacrando molti membri della Corte tranne Kane, Constance e coloro che sono sfuggiti agli attacchi. I Cavalieri continuano a indagare sulla Corte, rallentando i loro piani per risvegliare un esercito di Artigli per conquistare Gotham.
Dopo aver raccolto prove sufficienti per implicare Kane, i Cavalieri chiedono l'aiuto di Renee Montoya, un'affidabile detective del GCPD, rivelandole la loro vera identità in segno di fiducia. Montoya accetta di emettere un mandato di arresto e di arrestare Kane, a condizione che i Cavalieri riescano a rimuoverlo dal suo quartier generale fortificato presso Kane Industries. I Cavalieri fanno breccia nelle difese e catturano Kane, ma viene assassinato da Talia prima che possa essere preso in custodia. Talia rivela di aver manipolato i Cavalieri per smantellare la Corte per lei e ora intende guidare la Lega per eliminare Gotham da ogni corruzione.
I Cavalieri seguono le tracce di Talia fino alle rovine dell'Arkham Asylum, dove scoprono che la Lega si è appropriata delle ricerche di Langstrom e dell'acqua del Pozzo di Lazzaro per creare dei Man-Bat mutanti. Dopo aver affrontato i Man-Bat, i Cavalieri seguono la Lega in una rete di tunnel sotto il cimitero di Gotham, dove trovano una fossa di Lazzaro sotto le rovine della Batcaverna. Talia poi rivela di aver rubato il corpo di Bruce e di averlo rianimato nella Fossa di Lazzaro, usando i suoi poteri per fargli il lavaggio del cervello e farlo diventare il prossimo leader della Lega. I Cavalieri riescono a liberare Bruce dal lavaggio del cervello con un intervento emotivo e sconfiggono Talia, costringendola a ritirarsi. Tuttavia, i membri della Corte, guidati da una nuova Voce della Corte, arrivano per rivendicare la Fossa di Lazzaro, spingendo Bruce a sacrificarsi per distruggerla speronandovi dentro il Batwing.
In seguito, Talia e la Lega abbandonano Gotham, lasciando solo pochi assassini a contrastare i Cavalieri. La Corte si nasconde e continua a tramare nell'ombra. Per rassicurare la gente di Gotham mentre pianificano di smascherare Kane, i Cavalieri tengono un discorso pubblico dichiarando che la città è sotto la loro protezione.

## Modalità di gioco
Il videogioco è un open world action RPG ambientato in una Gotham City divisa in otto quartieri che a loro volta contengono dei distretti, ed è possibile giocarlo sia in giocatore singolo, sia in co-op online. Ognuno dei quattro protagonisti è caratterizzato dal proprio stile di gioco, e in caso l'avventura venga affrontata in single player, è possibile cambiare il proprio personaggio a piacimento senza ripercussioni sulla campagna. I protagonisti dispongono del Batciclo come mezzo di locomozione, la città è popolata dai civili ed è presente anche il ciclo giorno-notte, dove nelle fasi diurne i personaggi si ritroveranno nel Belfry, dove potranno risolvere i crimini della notte precedente e prepararsi per la successiva. Inoltre, gli sviluppatori hanno confermato che, per quanto concerne gli elementi RPG, il livello dei nemici si adatta a quello dei personaggi.

## Personaggi e doppiatori
| Personaggio                        | Doppiatore originale | Doppiatore italiano |
| ---------------------------------- | -------------------- | ------------------- |
| Richard "Dick" Grayson / Nightwing | Christopher Sean     | Federico Viola      |
| Barbara Gordon / Batgirl           | America Young        | Perla Liberatori    |
| Tim Drake / Robin                  | Sloan Morgan Siegel  | Lorenzo Crisci      |
| Jason Todd / Cappuccio Rosso       | Stephen Oyoung       | Federico Di Pofi    |
| Alfred Pennyworth                  | Gildart Jackson      | Marco Balbi         |
| Bruce Wayne / Batman               | Mike Antonakos       | Carlo Scipioni      |
| Ra's al Ghul                       | Navid Negahban       | Silvio Pandolfi     |
| Talia al Ghul                      | Emily O'Brien        | Gea Riva            |
| Jacob Kane                         | Tommie Earl Jenkins  |                     |
| Oswald Cobblepot / Pinguino        | Elias Toufexis       | Oliviero Cappellini |
| Renee Montoya                      | Krizia Bajos         | Beatrice Caggiula   |
| Victor Fries / Mr. Freeze          | Donald Chang         | Gianluca Iacono     |
| Harleen Quinzel / Harley Quinn     | Kari Walghen         | Jolanda Granato     |
| Basil Karlo / Clayface             | Brian Keane          | Marco Mete          |